# South of the Border (film, 2009)
Pour les articles homonymes, voir South of the Border.
Pour plus de détails, voir Fiche technique et Distribution.
South of the Border est un film américain documentaire réalisé par Oliver Stone, sorti en 2009.

## Synopsis
Le film explore l'influence des politiques de libre-échange américaine et du Fonds monétaire international sur l'économie et la politique sud-américaine. Il se veut également chercher une explication sur l'ascension au pouvoir de Hugo Chávez au Venezuela.

## Fiche technique
- Titre : South of the Border
- Réalisation : Oliver Stone
- Scénario : Mark Weisbrot et Tariq Ali
- Musique : Adam Peters
- Photographie : Lucas Fuica, Carlos Marcovich et Albert Maysles
- Montage : Elisa Bonora et Alexis Chavez
- Production : José Ibáñez, Fernando Sulichin et Robert S. Wilson
- Société de production : Good Apple Productions, Ixtlan, Muse Productions, New Element Productions et Pentagrama Films
- Société de distribution : Cinema Libre Studio (États-Unis)
- Pays de production :  États-Unis
- Genre : Documentaire
- Durée : 78 minutes
- Dates de sortie : 
  - Italie : 7 septembre 2009 (Mostra de Venise)
  - États-Unis : 25 juin 2010

## Accueil
Le film a reçu un accueil divisé de la critique. Il obtient un score moyen de 45 % sur Metacritic.
Larry Rohter pour le The New York Times a accusé le film de « désinformation ». Oliver Stone s'en est défendu en accusant le journal d'avoir soutenu un coup d'état contre Hugo Chávez. Mark Weisbrot pour le Guardian estime que Rohter n'est pas parvenu à citer des erreurs factuelles dans le film.